# Кіцькі
Кіцькі (пол. Kiccy) — польські шляхетські роди.

## Гербу Годземба
Дідичним поселенням, від якого походить родове прізвище, було село Кіки (пол. Kiki) поблизу міста Ленчиця.

### Представники
- Свема
- Анджей
- Павел — писар гнезненського архієпископа у 1381 році[1]

## Гербу Ґоздава

варіант гербу Ґоздава

Дідичним поселенням, від якого походить родове прізвище, було село Кітки (пол. Kitki) в Цеханувській землі.

### Представники
- Ярош — дідич частини села Соколів Перемишльського повіту в 1567 році
- Томаш — підчаший плоцький[3][4]

- Ян
  - Казімеж (пом. 1715, Пйотркув) — монах-домініканець[3][4]

- Александер — підсудок, підкоморій цеханувський, дружина — Констанція Пшедвоєвська
  - Ян (1714—кін.XVIII ст.) — конюший великий коронний, воєвода руський, староста львівський, окнінський,[2] мечник червоногородський[3]
  - Фердинад Онуфрій — львівський латинський архієпископ[5]
  - Тереза — донька цеханувського підчашого, дружина плоцького каштеляна Міхала Неборського (пол. Michał Nieborski), Казімежа Рудзінського (з листопада 1753).[6]
- Антоній — генерал-майор коронної артилерії, підстолій, хорунжий, підкоморій закрочимський, 1748 року відступив свої права на Крутобородинці в Летичівському повіті; дружина — Маріанна Пшамовська (пол. Marianna Przamowska)[7]
  - Каєтан Ігнацій — львівський латинський архієпископ[8]
  - Ксаверій[7]
  - Онуфрій (1750—1818) — синівець Александера, конюший великий коронний[2][9]
    - Людвік (1791—1831)[10]

  - Август (1754—1824) — 4-й син батька, секретар короля, красноставський староста[11]

## Гербу Єліта
Дідичним поселенням, від якого походить родове прізвище, було село Кіки (пол. Kiki) в Шадкувському повіті Серадзького воєводства.

### Представники
- Пйотр, Мацей — посідали частини Кіків у 1552 році
- Анджей Саріуш, підписав вибір королем Станіслава Августа Понятовського.[12]